# Traités byzantino-vénitiens (1324-1390)
Pour les articles homonymes, voir Traité byzantino-vénitien.
Traité byzantino-vénitien de 1376 Accord de 1406
Les traités byzantino-vénitiens de 1324 à 1390 furent une série de traités de nature essentiellement commerciale réaffirmant les privilèges des marchands vénitiens au sein de l’Empire byzantin tout en actualisant le montant de la dette de plus en plus considérable de Constantinople à l’égard de Venise. Ils s’inscrivaient dans un contexte d’âpre concurrence entre les Républiques de Gêne et de Venise qui en plus de leurs colonies respectives en mer Égée et en mer Noire avaient toutes deux des comptoirs, la première à Galata hors des murs de Constantinople, la deuxième dans la capitale même.
Depuis le premier traité de 1082, les relations entre Venise et Constantinople s’étaient profondément transformées : de colonie qu’elle avait été au début, Venise était devenue progressivement une alliée et un partenaire, junior d’abord, puis de plus en plus senior au fur et à mesure que l’Empire byzantin périclitait. Le traité de 1390 servira de base pour les sept traités identiques qui seront signés jusqu’en 1447.

## Contexte historique

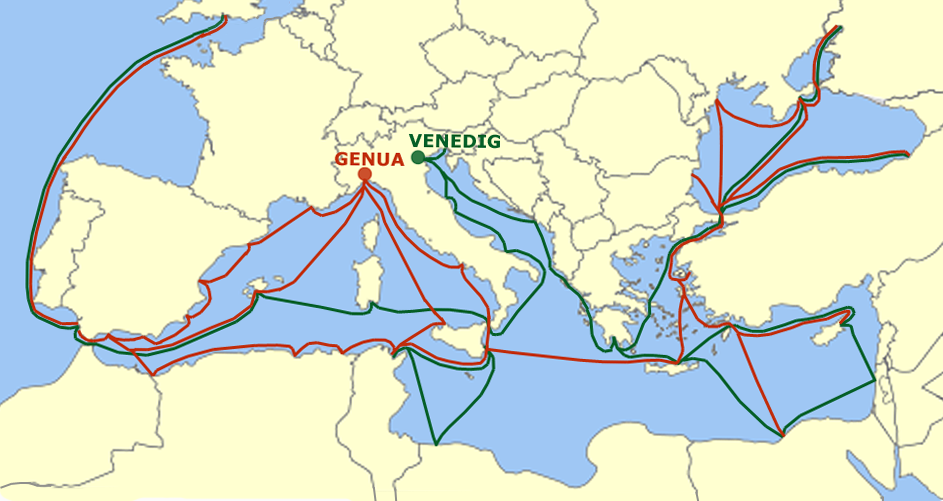
Les routes commerciales de Gênes et de Venise en Méditerranée et en mer Noire.

La chute de Constantinople lors de la Quatrième Croisade en 1204  avait été en grande partie l’œuvre du doge de Venise, Enrico Dandolo (r. 1192-1205). Lors du partage de l’Empire byzantin, Venise se vit attribuer les trois-huitièmes de l’ancien Empire byzantin ainsi que les trois-huitièmes de la capitale, Constantinople ,. Ses intérêts étant essentiellement commerciaux, Venise avait échangé les territoires de la Grèce continentale qui lui avaient été originellement attribués en faveur des îles de la mer Égée dont la Crète, ainsi qu’une chaîne de ports le long des rives grecques, parvenant ainsi à dominer les centres commerciaux et les routes marchandes à travers l'ensemble de l'ancien Empire byzantin.
Jusqu’à cette conquête, les relations commerciales entre Venise et l’Empire byzantin avaient été régies par un traité byzantino-vénitien conclu en 1082. En aout 1219, Théodore Lascaris (r. 1205-1222), souverain de l’Empire de Nicée, principal État successeur de l’Empire byzantin, signa un accord commercial avec Venise  dans le but d’affaiblir le soutien militaire que les Vénitiens apportaient à l'Empire latin. Ce traité accordait aux Vénitiens la liberté de commercer dans l'ensemble de l'Empire de Nicée, ainsi que l'autorisation d'importer des biens sans payer de droits de douane.
Il ne faut donc pas s’étonner que lorsque Michel VIII Paléologue (r. 1261-1282) rétablit l’Empire byzantin, il se tourna plutôt vers les Génois, adversaires traditionnels des Vénitiens. Toutefois constatant les résultats militaires décevants de Gênes dans la guerre que celle-ci livrait à Venise, il commença à perdre confiance en son alliée et à se rapprocher de Venise. Il en résulta le traité byzantino-vénitien de 1268. Le traité était très avantageux pour les Vénitiens qui retrouvaient en pratique la position qui avait été la leur avant 1261,. La rupture avec Gênes ne fut que temporaire et bientôt Michel VIII tendit la main à son ancienne alliée qui venait de subir un revers important aux mains des Vénitiens (1266). L’empereur mettait ainsi en compétition les Républiques de Venise et de Gênes, les intérêts de la première étant surtout concentrés en mer Égée, ceux de Gênes en mer Noire, toutes deux essayant toutefois de pénétrer les marchés de l’autre.
Si Michel VIII avait su conserver un certain équilibre entre les deux, son successeur Andronic II (r. 1282-1328) favorisa les Génois. De telle sorte que lorsque la guerre éclata entre les deux républiques en raison des tentatives de Venise de pénétrer en mer Noire, Vénitiens et Génois en vinrent aux mains à Constantinople même et que l’empereur prit le parti des Génois. Si cette guerre devait se terminer par le traité de Milan (1299), elle laissait toutefois Constantinople en état de guerre avec Venise. Celle-ci, dont la flotte avait eu le dessus durant le conflit (bataille de Curzola), vint assiéger la capitale dont l’empereur se refusait toujours à payer des indemnités pour dédommager les commerçants vénitiens spoliés lors de ces combats. Ne disposant plus lui-même d’une flotte, l’empereur dut signer le traité de 1302, qui, s’il retournait à l’empire certaines iles de la mer Égée conquises par Venise, laissait à celle-ci  Kéa, Sériphos, Amorgos et Santorin. Sur le plan commercial, le traité d’une durée de dix ans reconduisait les clauses de celui de 1285. Le reste de l’accord traitait principalement de la question des compensations pour dommages de guerre. Mais surtout, il accroissait la dette de Byzance envers Venise, l’empereur étant d’accord pour compenser les propriétés saisies à Constantinople à hauteur de 79 000 hyperpères  qui s’ajoutait au montant de 14 000 hyperpères agréés précédemment, dont seraient déduits 24 000 hyperpères pour compenser la perte d’un navire capturé au large de Chios, soit un reliquat de 69 000 hyperpères.

## Traité de 1310

Parcours de la compagnie catalane en 1303 et 1304.

En 1306, Charles de Valois (Empereur titulaire de l’Empire latin : 1301-1307) qui avait épousé l’héritière titulaire du Royaume de Jérusalem, voulut ressusciter l’idée d’une croisade pour reprendre Constantinople avec l’appui du pape Clément V (r. 1305-1314), lequel excommunia l’empereur byzantin en 1307. Venise, qui entrevoyait la perspective de reprendre la situation qui était la sienne dans l’Empire latin, donna son accord au projet. La croisade devait quitter Brindisi au plus tard en mars 1308.
À cette époque, Andronic II et son fils et coempereur Michel IX (r. 1294-1320) devaient faire face au double péril de la Compagnie catalane qui s’était déchainée en Thrace à la suite du meurtre de leur chef Roger de Flor en 1305, ainsi que des Turcs ottomans qui occupaient Gallipoli . La situation n’était guère stable à Venise où la guerre civile menaçait entre les familles Tiepolos et Dandolo. De plus les Vénitiens avaient eux aussi à craindre les Catalans qui, depuis Athènes, menaçaient leurs comptoirs dans les iles, particulièrement en Eubée,.
En mai 1309, Andronic tenta de rétablir les relations en envoyant une ambassade à Venise. Les négociations trainèrent en longueur, Venise étant la proie de la guerre civile qui devait se terminer en juillet avec la création du « Conseil des Dix », lequel contrairement à la lourde machine bureaucratique vénitienne, était autorisé à prendre avec le doge et ses conseillers des décisions rapides et exécutoires.
Finalement, un nouveau traité fut conclu et signé à Constantinople en novembre 1310. En substance, il confirmait les clauses contenues dans les traités de 1285 et 1302. Deux clauses étaient nouvelles. La première interdisait aux marchands vénitiens de faire commerce dans les territoires de l’empire aux mains de la Compagnie catalane. La deuxième portait sur les dédommagements dus par Constantinople à Venise pour dommages infligés aux biens et navires vénitiens depuis 1285 et s’élevaient à 40 000 hyperpères (récemment dévalués).
Ce traité de 1310 avait une durée de douze ans. Vu le sort réservé aux traités précédents, on aurait pu douter de son avenir. Toutefois, les deux États ayant besoin de paix pour faire face aux périls extérieurs auxquels ils étaient confrontés, un nouvel esprit de détente sembla souffler sur les relations entre Venise et Constantinople.

## Traité de 1324

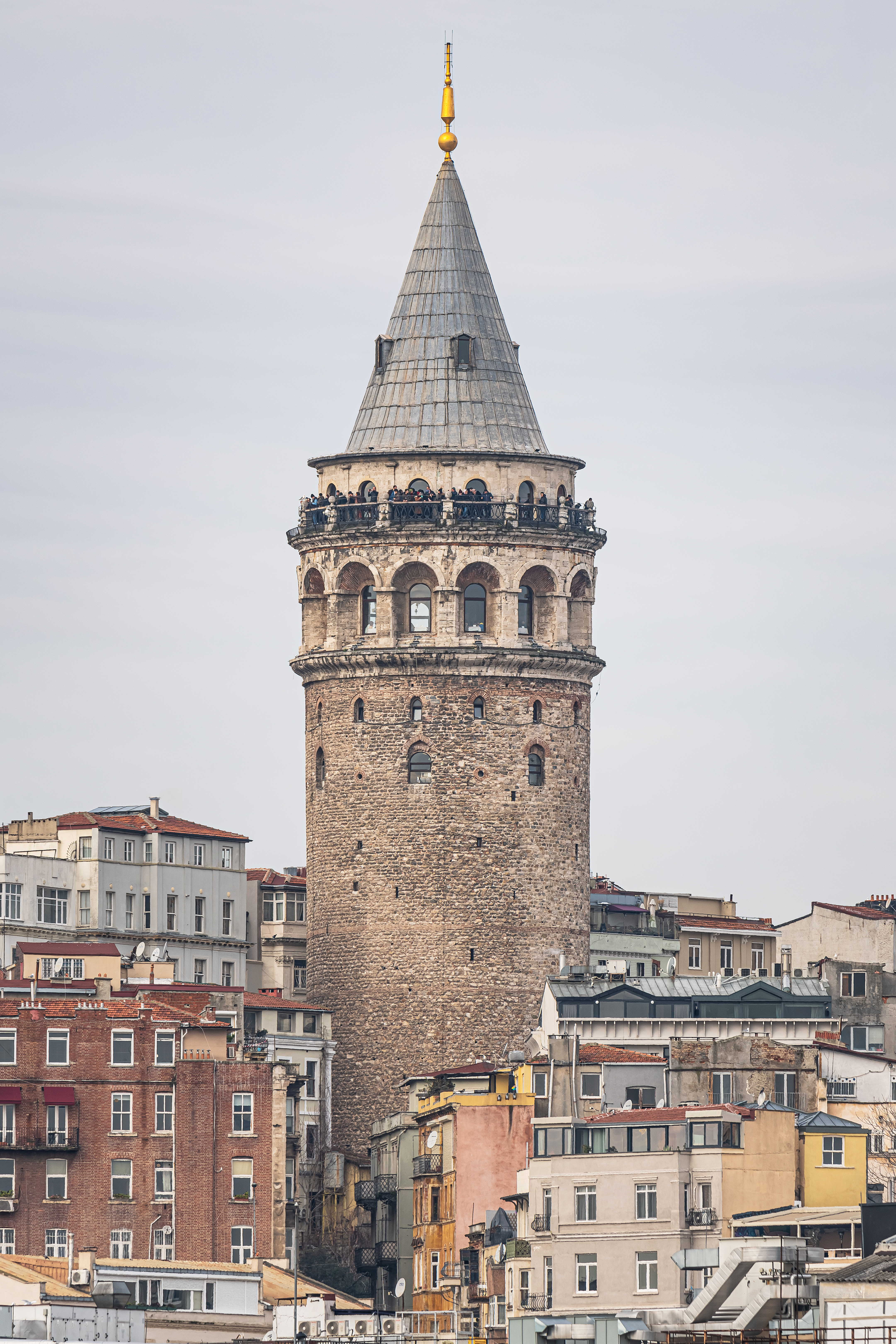
La tour de Galata (Christea Turris) est construite en 1348 au sommet nord de la citadelle génoise.

Ceci n’empêchait pas toutefois à Constantinople même  que les Vénitiens soient victimes de discrimination au profit des Génois. Les rapports envoyés à Venise par le bailli vénitien à Constantinople, Marco Minotto, et ceux de son collègue à Thessalonique énuméraient une longue liste de plaintes à l’endroit des autorités impériales. De même, l’empereur ne se décidait pas à payer les 40 000 hyperpères dus en vertu du traité. Toutefois, des échanges d’ambassades entre le doge Soranzo et l’empereur Andronic maintenaient au niveau officiel la cordialité des relations en raison de leurs ennemis communs.
Mais une fois écarté le danger catalan, le ton changea entre les deux gouvernements et les ambassades échangées en 1319 et 1320 furent nettement plus acrimonieuses, tant quant à l’interprétation des traités précédents rédigés peut-être trop hâtivement, que par le dépôt de longues listes de méfaits commis par des citoyens des deux parties.
En 1318, des Génois de Galata traversèrent le Bosphore pour s’en prendre aux Vénitiens de Constantinople. Le doge demanda restitution pour les dommages commis en vertu du traité de 1285. Mais l’empereur répondit que la clause en question avait été abrogée par le traité de 1302. De même, l’empereur rejeta les plaintes logées auprès du doge par les Juifs vénitiens habitant Constantinople empêchés de pratiquer leur métier de tanneurs.
Une ambassade vénitienne devait se rendre à Constantinople régler ces dossiers en juillet 1321; elle dut être retardée, la guerre civile ayant éclaté à Constantinople entre Andronic II et son petit-fils, le futur Andronic III (r. 1328-1341). Ce dernier, déjà associé au trône, était le fils ainé du coempereur Michel IX et avait un frère du nom de Manuel. Libertin, Andronic entretenait une liaison avec une noble dame de Constantinople qui avait un autre prétendant. Un soir, les hommes d’Andronic assassinèrent Manuel, croyant qu’il s’agissait du prétendant. Michel IX en mourut de chagrin. Quant à Andronic II, il déshérita son petit-fils. Mais celui-ci avait de nombreux amis dans la noblesse dont Jean Cantacuzène. La guerre éclata entre les deux Andronic qui devait se terminer par une trêve en 1322 au terme de laquelle Andronic II se réservait le droit de traiter avec les puissances étrangères.
L’ambassade vénitienne retardée put alors prendre la route de Constantinople avec comme instruction principale d’exiger le paiement des 14 000 hyperpères dus par l’empereur. Peu assuré de son trône, Andronic II reçut l’ambassade avec bienveillance et l’année suivante une délégation byzantine se dirigeait vers Venise, emportant avec elle les 14 000 hyperpères si longtemps attendus. Un traité préliminaire y fut signé le 11 juin 1324 en présence du doge Giovanni Soranzo; un traité plus complet devait être signé en octobre à Constantinople par l’empereur Andronic II, mais en l’absence de son petit-fils.
D’une durée de cinq ans, commençant le 11 juin 1324, il contenait toutes les clauses des traités de 1285 et 1302 dont il explicitait certains points. Signes du renversement des rapports de force, presque toutes les clarifications étaient au profit de Venise. L’empereur acceptait entre autres de verser une somme de 12 000 hyperpères au titre de réparations pour les dommages infligés précédemment aux citoyens vénitiens; un premier versement de 4 000 hyperpères fut déposé auprès du bailli vénitien, Tommaso Soranzo en juillet 1325.

## Traité de 1332

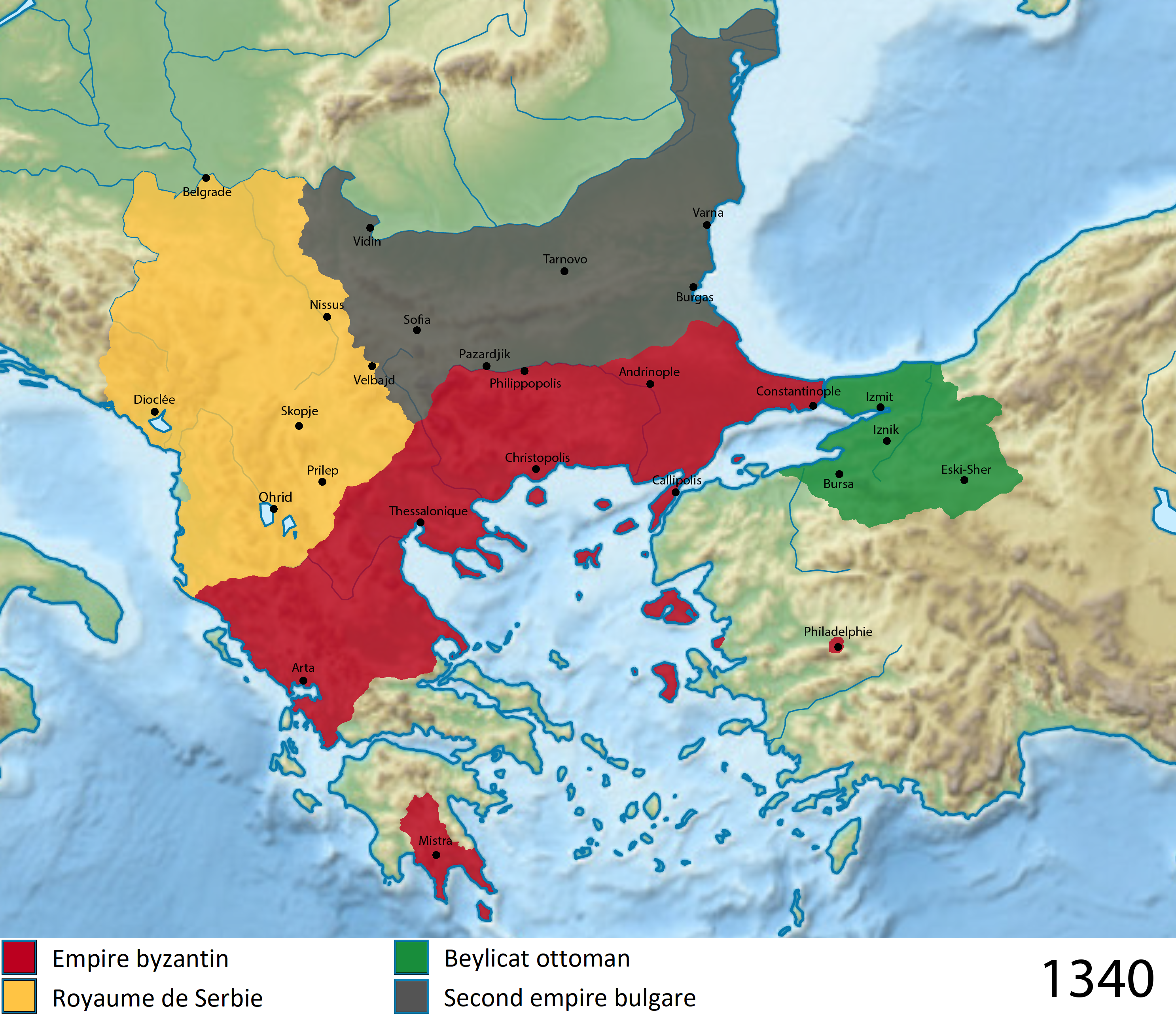
L’Empire byzantin et ses voisins à la mort d’Andronic III (1340).

Les rapports entre Andronic II et son petit-fils continuèrent à se détériorer pendant que, au printemps 1328, les Bulgares faisaient le siège terrestre de Constantinople. Pendant ce temps une flotte vénitienne bloquait Galata et le Bosphore par représailles contre les Génois. Dans la nuit du 23 mai Andronic et son allié Cantacuzène pénétraient dans la ville et mettaient fin au règne d’Andronic II,.
Le résultat du démembrement de la flotte byzantine sous Andronic II devenait de plus en plus évident. Aussi Andronic III  et Jean Cantacuzène (qui deviendra Jean VI : r. 1347-1357) firent-ils l’impossible pour constituer une nouvelle flotte . L’un des plus grands dangers était alors la piraterie encouragée par les émirs turcs des provinces maritimes dont les agressions menaçaient aussi bien les positions byzantines de l’Archipel que les possessions latines dont la Crète vénitienne. Les Vénitiens proposèrent alors au pape Jean XXII (r. 1316-1334) la création d’une ligue navale des États chrétiens pour délivrer la Méditerranée orientale de la piraterie. Pour réussir il était essentiel que Byzance fasse partie de cette alliance.
Le traité de 1324 étant devenu caduc en 1329, les Vénitiens prirent les devants. 1331 et 1332 virent l’envoi d’ambassades pendant que se concrétisait une ligue dont les trois principaux partenaires étaient le doge Francesco Dandolo (r. 1328-1339), l’empereur byzantin Andronic III et le grand maitre des Hospitaliers de l'ordre de Saint-Jean de Jérusalem. Constantinople se rapprochait de Venise, ce qui conduisit à la conclusion d’un nouveau traité en 1332 d’une durée de six ans. Les termes en étaient les mêmes que ceux du traité de 1324. Une grande partie du document consistait en une mise à jour des dettes de Constantinople à l’endroit de Venise. L’empereur agréait de payer une somme de 15 800 hyperpères en versements égaux sur trois ans. C’était une nette victoire pour l’empereur qui dut toutefois faire face à une longue liste de nouvelles demandes de compensations émanant de citoyens vénitiens. Signé au palais impérial en présence de Jean Cantacuzène, il fut remis au bailli vénitien de Constantinople, Giacomo Soranzo. Dans l’histoire qu’il écrira après sa déposition, Jean Cantacuzène soulignera avec justesse que ces accords avaient toujours eu plutôt l’apparence de trêves que de traités .
En 1334, ordre fut donné au bailli vénitien de Constantinople de rappeler à l’empereur qu’il s’était engagé à rembourser la dette byzantine en trois versements annuels. En 1335, il menaça même de rapatrier les marchands vénitiens de Constantinople, sans plus d’effet. En 1338, Venise rappela à l’empereur que le traité était sur le point d’expirer et qu’il ne saurait être renouvelé à moins que la dette ne soit payée tel qu’agréé. Celle-ci s’élevait maintenant à 19 000 hyperpères, car étaient venus s’ajouter des griefs de citoyens vénitiens à Thessalonique. Au début de 1340, l’ambassadeur Giovani Gradenigo s’apprêtait à faire une nouvelle tentative lorsqu’il apprit en avril 1341 que l’empereur avait unilatéralement prolongé le traité.

## Traités de 1342 et 1349

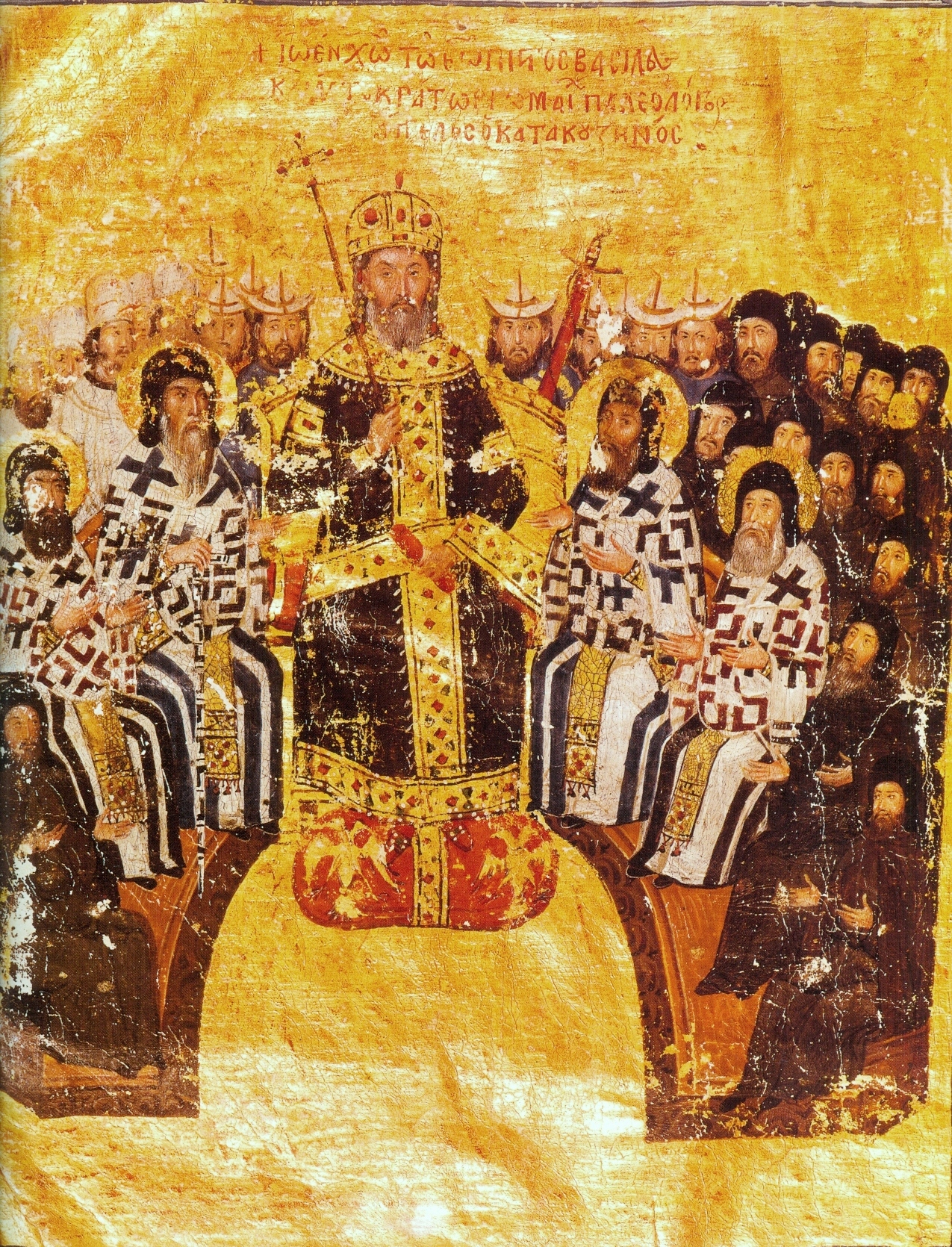
Jean VI Cantacuzène présidant un synode lors du concile hésychiaste de Constantinople en 1351 (Manuscrit grec 1242, Bibliothèque Nationale de France).

Andronic III devait mourir après une campagne dans le nord de la Grèce en juin 1341. Son successeur était son fils, Jean V (r. 1341 - 1376; 1379 - avril 1390; sept. 1390 - 1391) alors âgé de cinq ans. Une nouvelle guerre civile éclata opposant Jean Cantacuzène qui avait dirigé l’État et avait été désigné comme régent du vivant d’Andronic à la régence officielle composée de la mère de Jean, Anne de Savoie, du premier ministre Alexis Apokaukos et du patriarche Jean Kalekas. Une première guerre civile opposera bientôt les deux camps,,.
La situation économique de l’empire était presque désespérée. Alors que les douanes génoises de Galata encaissaient chaque année quelque 200 000 hyperpères, celles de l’empereur ne ramenaient que 30 000 hyperpères, et encore la valeur de la monnaie déclinait de jour en jour,. Aussi les Vénitiens qui avaient reconnu la reine-mère et le patriarche comme régents légitimes n’eurent aucune difficulté à faire reconduire le traité de 1332. Le 25 mars 1342, Jean V, sous le regard de sa mère, signait un nouveau traité pour une période de sept ans. En fait, le traité n’avait rien de nouveau si ce n’est que des 19 000 hyperpères encore une fois réclamés, 4 000 semblent avoir été payés; seules s’ajoutaient de nouvelles récriminations de citoyens vénitiens lésés.
La détresse financière était telle qu’au début de l’année suivante la reine-mère dut faire appel à Venise pour un prêt de 30 000 ducats, mettant en gage les joyaux de la couronne. Ce prêt, remboursable en trois ans à 5% d’intérêt ne sera jamais remboursé et les joyaux resteront à Venise ,.
La guerre civile se terminera le 3 février 1347 lorsque Jean Cantacuzène entrera dans Constantinople. Un accord fut conclu avec la reine-mère en fonction duquel Cantacuzène, maintenant Jean VI, règnerait conjointement avec Jean V qui lui serait subordonné pendant dix ans,.
Mais ce sont les Génois qui étaient sortis gagnants de la période de la régence et en septembre 1341, Anne de Savoie et Jean V avaient signé un accord avec eux. Pendant la guerre civile, leur colonie extraterritoriale de Galata avait donné refuge à nombre de riches réfugiés de Constantinople. Cantacuzène n’ignorait pas que ceux-ci pouvaient interrompre à leur gré les approvisionnements en provenance de la mer Noire.
Les Génois comprirent rapidement que leurs intérêts étaient menacés lorsque Jean VI commença à reconstruire une flotte dont les quelques éléments péniblement construits sous le règne d’Andronic III avaient été dispersés. Jean VI n’arrivant pas à réunir les fonds nécessaires ni par les finances publiques, ni par des emprunts privés décida d’abaisser les tarifs douaniers de Constantinople tentant de détourner le trafic du port de Galata. Offusqués, les Génois répliquèrent et, en aout 1348, franchissant la Corne d’Or, ils incendièrent les navires que Jean VI venait tout juste de faire construire,. Avec l’énergie du désespoir, Jean VI fit reconstruire une nouvelle flotte qui fut également détruite, cette fois en raison du manque d’expérience des marins byzantins. L’empereur avait aussi envoyé des fantassins détruire les fortifications de Galata; devant le spectacle des navires qui s’entrechoquaient, ceux-ci pris de panique retraitèrent vers Constantinople. Heureusement pour l’empereur, une ambassade génoise arriva quelques jours après cette déconvenue venant proposer la conclusion d’une entente : Gênes proposait d’abandonner les territoires occupés au-delà des limites de Galata, de payer 100 000 hyperpères au titre de dommages de guerre et de ne plus attaquer Constantinople.
Cette normalisation permit à Jean VI d’envoyer en 1349 une délégation à Gênes négocier le retour à l’empire de l’ile de Chios réoccupée par les Génois au cours de la guerre civile. La négociation se termina par un accord au terme duquel l’ile retournerait à la pleine possession byzantine après une période de dix ans pendant laquelle les Génois seraient considérés comme « locataires ».
La même année, le traité de 1342 avec Venise venait à expiration. Un échange d’ambassades ne fut pas nécessaire et, le 9 septembre 1349, un nouvel accord était signé à Constantinople aux conditions habituelles pour une période de cinq ans.
Maintenant lié par de nouveaux traités à l’une et l’autre partie l’empereur espérait avoir réussi à rétablir l’équilibre entre les deux puissances rivales tout en sauvegardant les intérêts de l’empire.
Il se trompait lourdement : d’une part Constantinople se trouvera ainsi entrainée dans une nouvelle guerre entre Gênes et Venise, d’autre part une seconde guerre civile à Constantinople viendra brouiller l’équilibre des alliances si péniblement élaboré.

## Traité de 1357

L’ile de Tenedos à l’entrée de l’Hellespont.

Au moment où  la guerre civile recommençait, Gênes continuait sa politique visant à expulser Venise de la mer Noire  en bloquant le Bosphore. En 1350, les Génois s’emparèrent d’un certain nombre de navires vénitiens amarrés dans le port de Caffa (aujourd’hui Théodosie en Crimée). Il n’en fallait pas plus pour que la guerre reprenne entre Venise et Gênes,. Venise répliqua en s’alliant d’une part avec le roi Pierre d’Aragon qui voulait aussi réduire l’influence de Gênes en Méditerranée occidentale et en envoyant une ambassade auprès de Jean VI pour lui demander d’appuyer la cause vénitienne,. Tentant de rester neutre dans ce conflit, Jean VI refusa d’abord, mais attaqué par les Génois de Galata, il rappela l’ambassadeur vénitien et un nouveau traité fut conclu sans grande discussion en mai 1351. Il s’agissait cette fois, non d’un traité commercial, mais d’une entente entre partenaires égaux dirigée contre Gênes. La guerre était déclarée entre l’empire et la république maritime; tous les privilèges concédés à Gênes par Michel VIII étaient abrogés. D’une durée de quatre ans, il prévoyait la fourniture par l’empire de douze galères dont les couts de main d’œuvre et d’entretien seraient répartis entre les deux partenaires, de même que les gains résultant de la saisie de biens ennemis.
Durant tout l’été et le début de l’automne, la guerre fit rage dans le Bosphore entre Vénitiens et Génois. Ce n’est que dans les premiers jours de 1352 que la flotte vénitienne et aragonaise de l’amiral Pisani arriva en vue de Constantinople. Après une longue bataille, suivie d’un retrait tactique, Pisani décida de retourner à Venise laissant l’empereur seul face aux Génois qui s’étaient entretemps alliés avec les Turcs. Sans autre choix, l’empereur dut signer le 6 mai 1352 un traité qui non seulement cédait aux Génois les places fortes de Sélembrya et d’Héraclée, mais leur permettait d’agrandir leur territoire de Galata ,.
Au même moment, Jean V qui régnait à Thessalonique dénonça l’entente qui le liait à Jean VI et négociait une alliance avec Stefan Uroš IV Dušan de Serbie ainsi qu’avec Venise, laquelle offrit son soutien financier au jeune homme en échange de la petite ile de Ténédos à l’entrée de l’Hellespont où Jean V avait dû s’installer en 1353,. Pour contrer ce nouveau danger, Jean VI fit appel aux Turcs osmanlis qui, en échange de troupes, réclamèrent la session d’une forteresse en Thrace. À la fin de 1352, Jean V fut capturé et déporté dans l’ile de Ténédos qu’il avait peu de temps auparavant offert à Venise.
Ce fut le point de rupture entre Jean V et Jean VI : ce dernier désigna son fils Mathieu comme son successeur, établissant ainsi une nouvelle dynastie,,. Il jouait de malchance, car en 1354, un tremblement de terre devait renverser les murailles de Gallipoli (aujourd’hui Gelibolu en Turquie) et des villes voisines. Soliman, fils du sultan avec qui l’entente avait été conclue s’en empara rapidement; c’était la première fois que les Turcs entraient en Europe. Aussi refusa-t-il  de l’échanger contre la ville de Tzympé qui lui avait été promise ,,. Privé de son seul soutien, Jean VI offrit de négocier avec Jean V, et se rendit même à l’été 1354 dans l’ile de Ténédos dont l’accès lui fut refusé : se sentant en position de force, Jean V refusait de négocier. En novembre 1354, Jean V débarqua à Constantinople sur un navire génois, fut acclamé par le peuple qui rendait Jean VI et son alliance avec les Turcs responsable de ses malheurs, et à la suite d’une courte trêve, Jean VI dut abdiquer et aller finalement s’installer auprès de son fils Mathieu à Mistra,. En 1355, Marino Falier, doge de Venise, recommandait au Sénat d’annexer purement et simplement l’empire, faute de quoi il tomberait aux mains des Turcs  qui mettraient fin au commerce vénitien dans la région. La même année s’achevait la guerre entre Venise et Gênes par la signature d’un traité par lequel chacune des deux parties s’engageait  à s’abstenir de toute action dans les eaux réputées sous influence de l’autre et déclarait la mer d’Azov zone neutre pour une période de trois ans.
Les Vénitiens n’avaient que peu confiance dans le jeune empereur. Non seulement  à vingt-trois ans manquait-il d’expérience, mais, tout comme Jean VI avant lui, il semblait favoriser les Génois. En juin 1355, il confirmait la « location » de Chios aux Génois pour un ridicule montant de 500 hyperpères par année. En juillet de la même année, il récompensait le corsaire Francesco Gattiluso qui l’avait aidé à s’échapper de Ténédos en en faisant son gendre, lui confiant la gestion de l’ile de Lesbos. La situation était critique pour l’empire. Peu après l’installation des Turcs à Gallipoli, en 1359, Constantinople vit leurs troupes devant ses murailles.
Mais les Vénitiens voulant contrebalancer l’occupation de Chios et Lesbos par les Génois auraient voulu obtenir l’ile de Ténédos d’où ils pouvaient empêcher les navires génois d’entrer dans l’Hellespont. En aout 1355, le Sénat de Venise envoya deux ambassadeurs présenter leurs respects au nouvel empereur. Ils avaient comme mission de ne pas renégocier le précédent traité de 1349 avant que certaines conditions ne soient au moins partiellement remplies : la dette de Constantinople envers Venise s’élevait maintenant à 28 333 hyperpères auxquels s’ajoutaient les 30 000 du prêt contre lequel avaient été engagés les joyaux de la couronne et dont les intérêts seulement s’élevaient à 25 000 ducats. Bien qu’un montant de 3 000 hyperpères semble avoir été versé, aucun progrès n’avait été accompli une année plus tard. De plus, les marchands vénitiens à Constantinople ne cessaient de se plaindre d’être victimes de discrimination, ce à quoi les Byzantins répondaient que ces derniers n’étaient plus protégés par le traité de 1349. Le Sénat de Venise fit montre de patience et de ténacité, voulant d’une part obtenir l’ile de Ténédos, d’autre part voir les privilèges de leurs marchands à Constantinople confirmés par écrit. Sa patience fut récompensée et en octobre 1357, Jean V signait un nouveau traité par lequel il s’engageait à payer les 28 333 hyperpères dus en cinq versements annuels; il reconnaissait devoir la somme de 30 000 ducats contractés par l’impératrice-mère Anne de Savoie de même qu’une autre somme de 5 000 ducats contractée par lui en 1352; enfin, les privilèges des citoyens vénitiens à Constantinople y étaient explicitement reconnus,.
Devant l’avance turque, Jean V avait un absolu besoin d’une flotte capable de patrouiller dans l’Hellespont. Ni les républiques italiennes n’étant susceptible de l’aider dans cette entreprise, ni ses voisins hongrois, bulgares et serbes dans les Balkans, il envoya en juin 1362 un nouvel ambassadeur à Venise demandant au doge si celui-ci pouvait lui fournir copie des traités de 1342, 1349 et 1357 qui semblaient avoir été égarés à la suite des troubles ayant éclaté à Constantinople. Si les Vénitiens furent surpris d’une telle négligence, ils tenaient avant tout à obtenir Ténédos, car l’avance turque menaçait aussi leurs intérêts. Les négociations n'aboutirent pas, Jean V se refusant obstinément à remettre l’ile de Ténédos qui l’avait accueillie lors de son exil.

## Traité de 1370

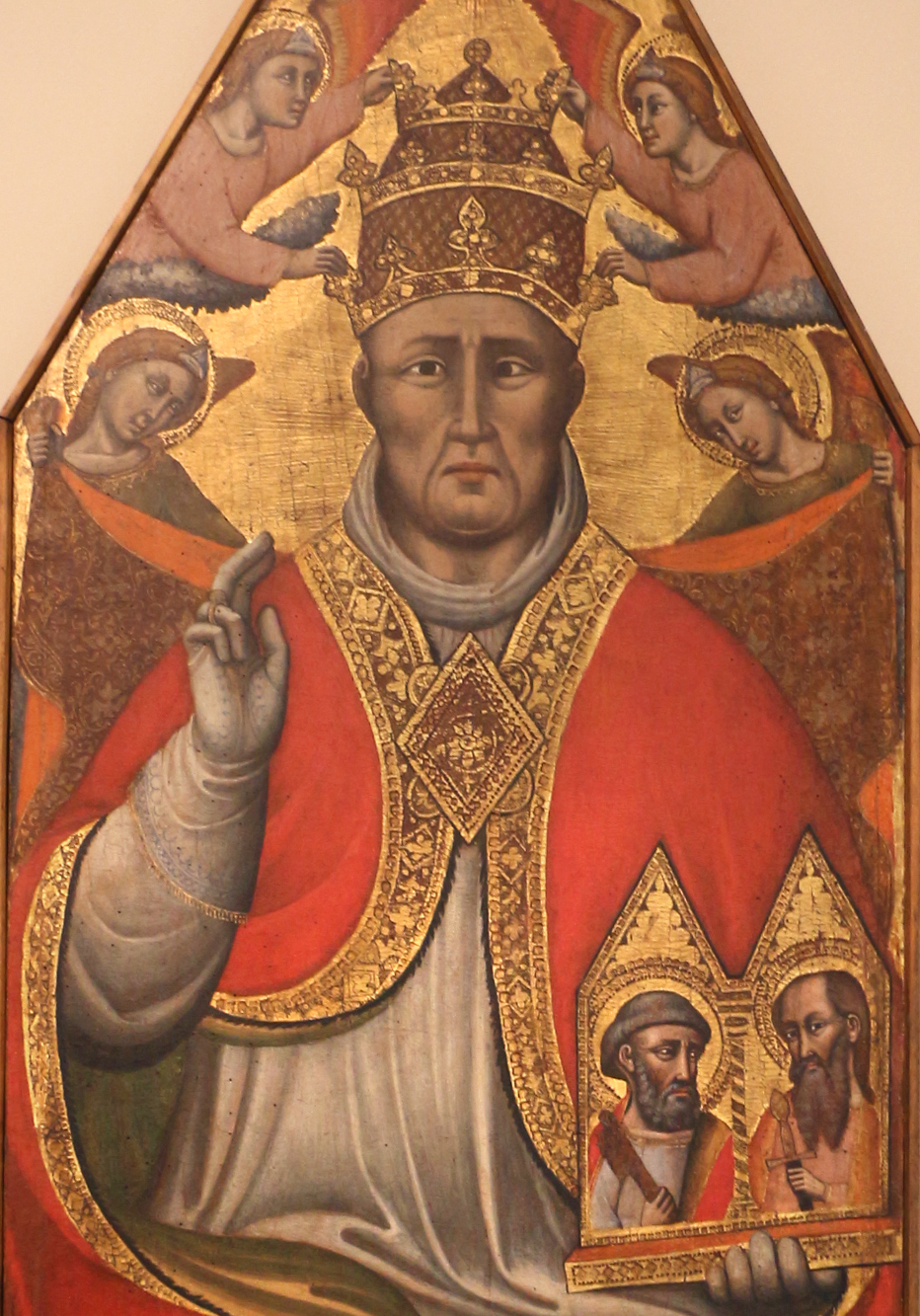
Le pape Urbain V qui recueillit la soumission personnelle de Jean V à l’Église catholique romaine.

Jean V se résolut alors à une autre approche : une nouvelle croisade chrétienne contre les Turcs, ce qui sous-entendait un projet d’union avec l’Église catholique romaine souvent agité par Andronic III, mais que l’alliance de Jean VI Cantacuzène avec ces mêmes Turcs et son refus de traiter avec le pape sur un autre pied que d’égalité avait rendu impossible,.
Son dernier voyage en Hongrie pour demander l’aide du roi Louis au printemps 1366 s’était soldé par un évènement malencontreux : arrivé à Vidin, les Bulgares lui avaient interdit de continuer sa route et il fut délivré grâce à l’intervention de son cousin Amédée de Savoie, convaincu lui aussi que le succès d’une telle croisade passait par l’union des Églises. Il décida Jean V à se rendre personnellement à Rome faire acte d’obéissance au pape. Cette visite n’eut lieu qu’en 1369 alors qu’Urbain V (r. 1362 - 1370) venait de quitter Avignon pour Rome. Bien que cette union ait eu des partisans parmi les hommes politiques de Byzance, elle se heurta à la farouche opposition du patriarche Philothée. Aucun membre de l’Église orthodoxe officielle n’accompagna l’empereur dont la conversion à la doctrine romaine demeura un geste personnel n’entrainant pas la réunification espérée des Églises,.
Jean V s’était rendu à Rome en passant par Naples. Sans doute redoutait-il l’accueil qui lui serait fait s’il passait par Venise. Toutefois, dès son arrivée en Italie en aout 1369, il écrivit au doge Andrea Contarini (r. 1368-1382) pour faire savoir qu’il était prêt à discuter du renouvellement du précédent traité avec Venise. Effrayé par l’avance des Turcs en Thrace, le Sénat vénitien accueillit favorablement la nouvelle et dépêcha deux ambassadeurs à Rome poursuivre les discussions. Plusieurs semaines furent nécessaires pour un nouvel accord d’une durée de cinq ans. La plupart des clauses portaient sur le statut et les privilèges des Vénitiens à Constantinople. Concernant la dette de l’empire, celle-ci s’élevait maintenant à 21 163 hyperpères, 4 500 hyperpères ayant été payés entretemps. L’empereur s’engagea à payer ceux-ci en cinq versements annuels commençant le 1er janvier 1371. Les bijoux de la couronne resteraient à Venise, gages du paiement du prêt de 1352. Le nouveau traité fut signé le 1er février 1370. C’est donc avec confiance que l’empereur quitta Rome en mars 1370, et s’embarquant à Naples se dirigea vers Venise.
Arrivé pendant l’hiver 1370, il ne devait en repartir qu’au printemps 1371 : le doge n’était pas d’humeur à dépenser des sommes considérables pour célébrer l’arrivée d’un empereur désargenté et qui de surcroit risquait de demander des prêts additionnels. Jean sortit alors son atout majeur : la cession de l’ile de Ténédos. L’importance de cette ile ne pouvait être sous-estimée puisqu’elle contrôlait l’entrée de l’estuaire et de la mer de Marmara, tout comme Galata contrôlait celle de la mer Noire. Les négociations durèrent plusieurs semaines : Constantinople céderait aux Vénitiens l’ile de Ténédos qu’ils convoitaient depuis longtemps; en revanche, les Vénitiens restitueraient les bijoux de la couronne, fourniraient des navires de transport pour la croisade, un nouveau prêt de 25 000 ducats ainsi qu’une avance de 4 000 ducats, payable lorsque l’ile serait remise à Venise,,,.
Toutefois, à Constantinople, Andronic, régent pour son père, refusa probablement sur les conseils des Génois de remettre l’ile aux Vénitiens. L’empereur se retrouvait ainsi sans argent et sans crédit à Venise, incapable de continuer son voyage vers Constantinople. Andronic se refusant à aider son père financièrement, ce fut son deuxième fils, Manuel, alors gouverneur de Thessalonique qui, en plein hiver, fit le voyage jusqu’à Venise, fournit les garanties exigées et y resta même quelques mois comme otage après le départ de son père. Ce dernier ne rentra à Constantinople qu’en octobre 1371 au terme d’un voyage qui non seulement lui avait attiré l’hostilité de l’Église orthodoxe et de ses fidèles, mais laissait présager de nouveaux conflits avec son fils et héritier, Andronic,.
Le danger le plus imminent venait des Turcs. Sans alliés à l’ouest, l’empereur n’eut d’autre choix à la fin de 1372 que de se déclarer, comme l’avait déjà fait le roi de Serbie, vassal de Mourad Ier (r. 1362-1389), lequel portait maintenant le titre de sultan. Au début de 1373, l’empereur dut accompagner celui-ci dans une guerre en Asie, laissant comme précédemment son fils Andronic régent à Constantinople. Or Andronic, qui avait des amis à la fois chez les Génois et chez les Turcs (dont le propre fils du sultan), n’attendait que cette occasion pour entrer en révolte ouverte, ce qu’il fit en mai 1373; en même temps le fils du sultan, Saoudji, se rebellait contre son père. Cette révolte conjointe des deux héritiers fut rapidement matée. Le sultan fit aveugler son fils et ordonna à Jean de faire de même, ce qui ne fut fait que partiellement, de telle sorte que le futur Andronic IV et le fils de celui-ci, le futur Jean VII, conservèrent partiellement la vue. Andronic fut emprisonné et déshérité au profit de son frère Manuel qui devint coempereur en septembre 1373,,,.
L’ile de Ténédos devait être à la source d’une nouvelle guerre civile entre Andronic IV et son père. En février 1375, une délégation vénitienne arriva à Constantinople pour ratifier l’entente transférant la propriété de Ténédos à Venise. La délégation devait également rappeler à l’empereur qu’il devait encore 21 163 hyperpères, mais que si la situation financière de l’empire ne permettait pas un remboursement total, il devait à tout le moins en payer la majeure partie. L’ambassadeur devait aussi insister sur le sort pénible réservé aux marchands vénitiens non seulement à Constantinople et à Thessalonique, mais également à Messembria. Rien toutefois ne devait être dit sur les joyaux de la couronne. Si l’empereur se montrait réticent, l’ambassadeur, Andrea Gradenigo, était autorisé à approcher le fils de celui-ci, Manuel. Cette mission n’ayant rien obtenu, une seconde mission fut envoyée en mars 1376. Elle était accompagnée cette fois d’une flotte de dix galères vénitiennes. Jean V comprit que la patience des Vénitiens avait atteint ses limites. Il céda à tout ce que ceux-ci avaient demandé dans la précédente mission: le traité de 1370 serait renouvelé pour une nouvelle période de cinq ans et il ferait tout en son pouvoir pour repayer ses dettes. De plus, l’empereur proposa de céder Ténédos contre une somme de 30 000 ducats et le retour des joyaux de la couronne. Seule condition : le peuple et le clergé de Ténédos demeureraient sous la juridiction du patriarche de Constantinople et le drapeau byzantin continuerait à flotter à côté de la bannière de Venise. Cette proposition fut étudiée et approuvée par Venise qui envoya une dernière délégation signer le traité et la confirmation de la session de Ténédos fin-mai ou début-juin 1376.
Outrés, les Génois, informés des dispositions du traité, organisèrent en juillet l’évasion de prison d’Andronic qu’ils firent passer à Galata d’où celui-ci prit contact avec Mourad qui lui fournit des troupes d’infanterie et de cavalerie. Le 13 aout 1376, Andronic IV pénétra dans Constantinople et fit arrêter son père, Jean V, ainsi que ses frères Manuel et Théodore, en plus de divers marchands vénitiens de Constantinople. Deux semaines plus tard, il voulut officiellement remettre l’ile aux Génois. Mais les habitants de celle-ci qui avaient accueilli Jean V en exil ne l’entendaient pas de la même façon. Bien plus, l’ile fut occupée par les Vénitiens en octobre 1376,,. Ce devait être le point de départ d’une guerre à outrance entre Venise et Gênes. Celle-ci se transporta dans les eaux italiennes des mers tyrrhénienne et adriatique, atteignant le lagon vénitien lui-même. Encore une fois, Constantinople se trouva entrainée dans le conflit : une flotte vénitienne vint attaquer Constantinople au mois de juillet, provoquant des représailles dans lesquelles Andronic se retrouva aux côtés des Génois,. Après diverses tentatives d’évasion, Jean V et ses fils réussirent, vraisemblablement avec l’aide des Vénitiens, à s’échapper de prison et à traverser jusqu’à Scutari d’où ils se rendirent à la cour de Mourad Ier. Se faisant promettre comme prix de ses services  la dernière ville byzantine d’Asie, Philadelphie, Mourad fournit des hommes et Venise le transport, si bien que le 1er juillet, Jean V et Manuel entraient dans la ville alors qu’Andronic réussissait à gagner Galata avec sa mère, ses sœurs et son père, l’infortuné Jean V,. La guerre pour la possession de Ténédos se continua jusqu’en 1381 alors que les deux adversaires, épuisés, concluaient un accord grâce au comte de Savoie : Ténédos n’appartiendrait ni à Venise, ni à Gênes, ses fortifications seraient rasées et sa population transférée en Crête et en Eubée. L’ile serait gérée par un mandataire du comte de Savoie,.
L’empire byzantin pour sa part se désagrégeait : selon les désirs du sultan, Jean V dut reconnaitre comme héritiers légitimes Andronic IV (r. 1376-1379) et le fils de celui-ci, Jean VII (r. avril 1390-septembre 1390; 1399-1403). Pendant quelques années, il y eut ainsi quatre empereurs dans l’Empire byzantin : Jean V régnait à Constantinople; Andronic IV  et son fils, Jean VII, sur les villes riveraines de la Marmara qui appartenaient encore à l’empire; Manuel II gardait le titre d’empereur à Thessalonique; quant au troisième fils de l’empereur, Théodore, il devenait despote de Morée.

## Traité de 1390

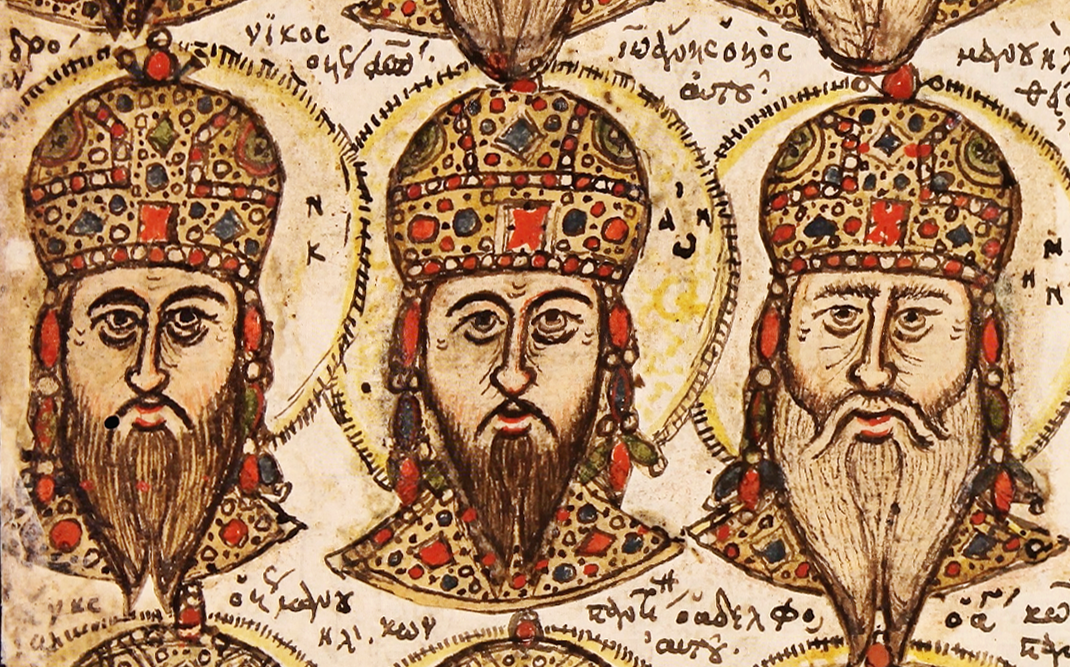
Portraits d’Andronic IV, de Jean VII et de Manuel II (Codex du XVe siècle reproduisant des extraits de l’ « Histoire » de Jean Zonaras).

Quatorze ans devaient s’écouler avant que le traité de 1376 ne soit renouvelé. La décennie qui suivra (1380-1389) sera dominée non plus par les républiques maritimes italiennes, mais par l’avancée du sultan Mourad Ier qui s’emparera de la plus grande partie des Balkans (chute de Thessalonique en 1387) sans que Jean V puisse faire quoique ce soit pour résister. Lorsqu’Andronic IV mourut à Sélymbria, Jean V revenant sur ses promesses déclara en 1385 Jean VII déchu de son titre d’héritier au profit de son fils, Manuel II. Ainsi bafoué par son grand-père, le jeune homme avec l’aide des troupes du nouveau sultan Bajazet Ier et après être passé à Gênes en 1389 pour y faire part de ses intentions, se dirigea vers Constantinople où il entra le 14 avril 1390, pendant que son grand-père se réfugiait dans la citadelle de la Porte d’Or. Son premier règne ne durera que trois mois jusqu’au 17 septembre 1390.
Pendant cette période incertaine, les Vénitiens qui n’avaient pu parvenir à un accord ni avec Jean V, ni avec Mourad Ier, se tenaient coi, évitant de prendre position dans les querelles familiales byzantines. Le traité de 1376 était depuis longtemps expiré et une tentative de l’ambassadeur vénitien Lodovico Contarini en 1384 n’avait fait que provoquer l’ire de l’empereur. En 1390, ils décidèrent de faire un nouvel essai. Les instructions de l’ambassadeur montraient à quel point la situation était embrouillée. S’il trouvait sur le trône Jean V ou Jean VII, l’ambassadeur devait présenter un ultimatum : ou bien l’empereur rencontrait ses obligations et mettait fin aux vexations à l’endroit des marchands vénitiens de Constantinople, ou bien ceux-ci seraient évacués vers l’Eubée. Si Bajazet s’était déjà emparé de Constantinople, il devait présenter de nouvelles exigences, mais plus modérées.
L’ambassadeur eut la chance d’arriver pendant les quelques mois où Jean VII était sur le trône. Bien qu’allié des Génois, celui-ci avait besoin de tous les alliés qu’il pouvait trouver. Le traité qui attendait depuis plus d’une décennie fut négocié en l’espace de quelques jours et signé le 2 juin.
Ne disant mot sur la situation trouble dans laquelle se trouvait et l’Empire byzantin et l’Empire ottoman, le texte se borne à reprendre les récriminations habituelles concernant les marchands et autres citoyens vénitiens habitant Constantinople; il rappelle que la dette de Constantinople à l’endroit de Venise s’établit maintenant à 17 163 hyperpères que l’empereur promet à son habitude de repayer en cinq versements annuels. Il reconnait de plus la dette de 30 000 ducats avec intérêts pour le retour des joyaux de la couronne laissés à Venise quarante-sept ans plus tôt ainsi qu’un autre prêt de 5 000 ducats. La seule référence à Ténédos est à l’effet que les Byzantins ne réclament aucune compensation pour sa perte ou dommages infligés à leurs intérêts au cours de la guerre.
Espérant sans doute que sa bonne volonté lui attirerait les faveurs vénitiennes, Jean VII fit un appel à l’aide alors que la perspective de voir Jean V et Manuel II lui ravir le trône se précisait en aout. Ayant obtenu ce qu’elle désirait la réponse de Venise fut à l’effet que la Sérénissime n’intervenait pas dans les affaires intérieures des autres États, surtout lorsque celles-ci concernaient les membres d’une même famille. Son premier règne devait se terminer le mois suivant.

## Suites

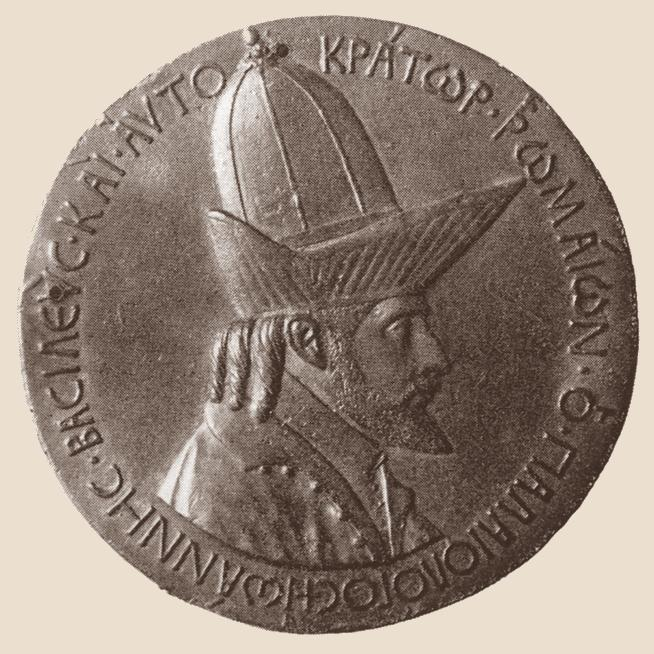
Jean VIII Paléologue qui signa le dernier traité entre Venise et Constantinople le 21 avril 1448.

Bien que l’Empire byzantin ne fût désormais plus maitre de son destin, Venise continua fidèlement à reconduire le traité avec régularité. Il fut repris presque textuellement par Manuel II (r. 1391-1425) le 22 mai 1406. Même les dettes sont maintenues au montant stipulé dans le traité précédent. Seule modification, alors que le traité de 1390 ne faisait pas allusion à d’éventuels dommages lors de la conquête de Ténédos, les Vénitiens acceptaient en 1406 que ce dossier demeure « en suspens » pendant la durée du traité pouvant faire l’objet de nouvelles discussions. L’ambassadeur vénitien qui avait servi comme bailli à Constantinople au cours des deux dernières années, rentra alors à Venise, porteur d’une lettre de l’empereur au Sénat, implorant les Vénitiens, comme devait le faire tout bon chrétien, d’enterrer leurs différents avec Gênes afin de faire front commun contre les Turcs...
Le dernier traité entre Byzance et Venise sera signé quelques années avant la chute finale de Constantinople, en avril 1448, par Jean VIII (r. 1425-1448). Il avait été reconduit sept fois entretemps : en 1406, 1412, 1418, 1423, 1431, 1436 et 1442. Chacun de ces traités reprenait pratiquement mot pour mot le texte du traité de 1390. Et en 1448, Jean VIII reconnaissait devoir une dette exactement identique à celle de ses prédécesseurs; les joyaux de la couronne devaient rester à Venise jusqu’au remboursement des 30 000 ducats prêtés à Anne de Savoie ; enfin, le dossier concernant l’ile de Ténédos restait toujours en suspens. L’une et l’autre partie était consciente qu’il ne s’agissait plus que de vœux pieux; toutefois, ces traités reconnaissaient la dette que Venise avait à l’endroit de Byzance dans l’essor de son commerce méditerranéen, en même temps que Constantinople reconnaissait n’avoir pu survivre pendant tant d’années que grâce à l’aide de cette république italienne qui avait été, autrefois, sa colonie.